# Alison Klayman

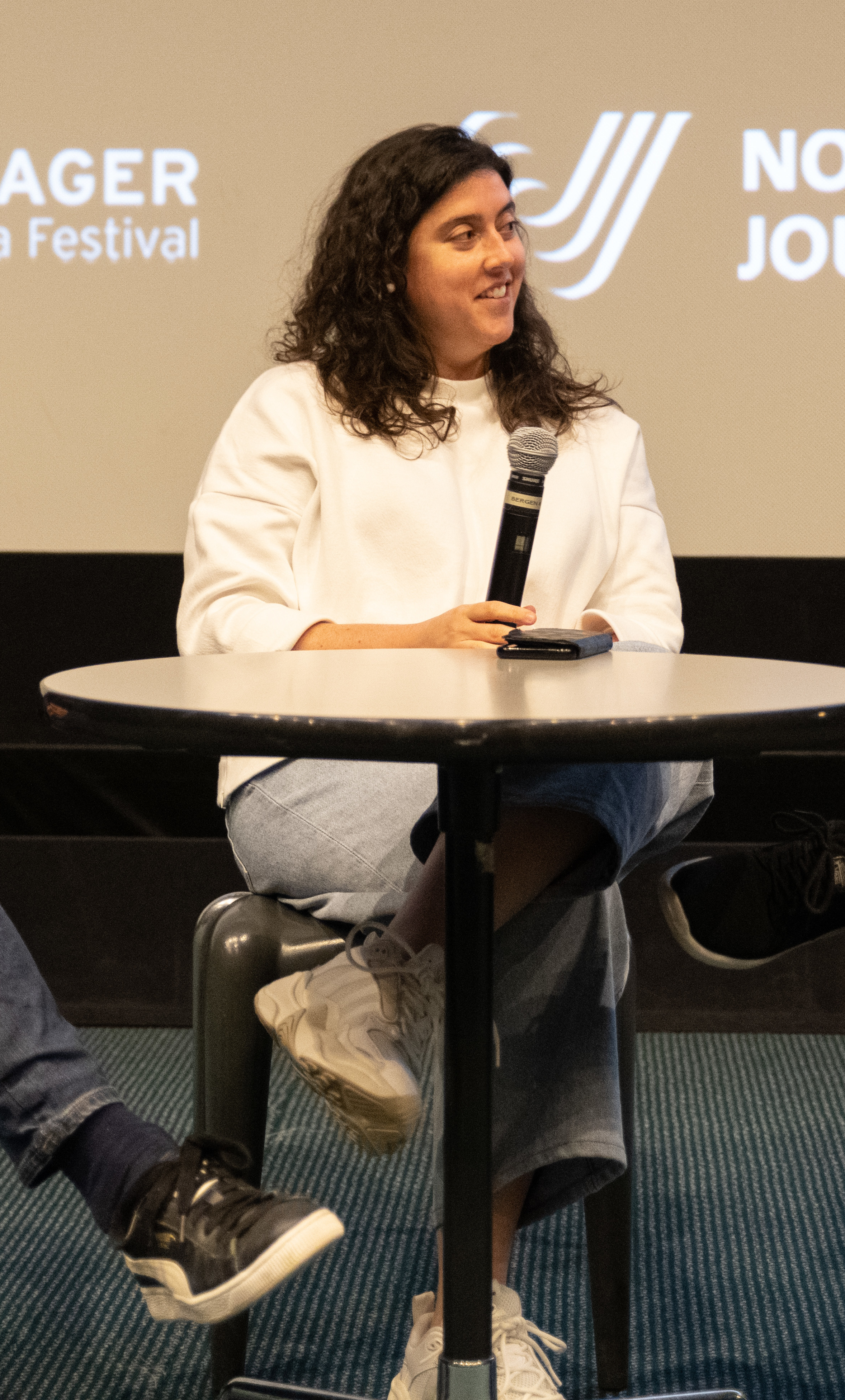
Alison Klayman, 2019

Alison Klayman (* 1984 in Philadelphia, Pennsylvania) ist eine US-amerikanische Dokumentarfilmerin und Journalistin.

## Leben
Alison Klayman wuchs in Philadelphia auf und studierte an der Brown University Geschichte. 2006 schloss sie ihr Studium mit dem Bachelor of Arts ab. Nach ihrem Studium unternahm sie einen längeren Arbeitsurlaub in der Volksrepublik China, wo sie Peking, Tibet und auch die Republik China (Taiwan) besuchte und während dessen sie Mandarin lernte und verschiedene Aushilfsjobs im journalistischen und filmischen Bereich annahm. Seit 2008 arbeitete sie als Journalistin in China. Sie drehte einige Beiträge für die PBS-Nachrichtensendung Frontline, das National Public Radio und schrieb für die New York Times. Währenddessen arbeitete sie an einem Dokumentarfilm über das Leben des chinesischen Künstlers Ai Weiwei. Der Film mit dem Titel Ai Weiwei: Never Sorry feierte seine Premiere auf dem Sundance Film Festival und wurde dort mit dem Spezialpreis der Jury ausgezeichnet. In Deutschland wurde der Film im Rahmen der Berlinale 2012 aufgeführt.

## Filmografie
- 2012: Ai Weiwei: Never Sorry